# Copa CAF 1999
La Copa CAF 1998 es la 8.ª edición de este torneo de fútbol a nivel de clubes de África organizado por la CAF y que contó con la participación de 32 equipos de todo el continente, 2 menos que en la edición anterior.
El Étoile du Sahel de Túnez venció en la final al WAC Casablanca de Marruecos para ser el primer equipo en ganar el título por segunda vez y el tercer título consecutivo para Túnez. El CS Sfaxien, campeón de la edición anterior, fue eliminado en los cuartos de final.

## Primera Ronda
| Equipo 1           | Agr.     | Equipo 2               | Ida | Vuelta |
| ------------------ | -------- | ---------------------- | --- | ------ |
| USM Alger          | 4–4 (v.) | Horoya AC              | 2–1 | 2–3    |
| Al-Ahli Wad Madani | 2–0      | Ethiopian Insurance FC | 1–0 | 1–0    |
| Canon Yaoundé      | 2–0      | APR FC                 | 2–0 | 0–0    |
| Mumias Sugar       | 1–2      | Ferroviário da Beira   | 1–1 | 0–1    |
| Zamalek            | w/o1     | Elite FC               | —   | —      |
| Stade Tamponnaise  | 6–1      | ASF Fianarantsoa       | 5–1 | 1–0    |
| Great Olympics     | 3–4      | Étoile Filante         | 3–2 | 0–2    |
| Vita Club          | 8–0      | Deportivo Mongomo      | 7–0 | 1–0    |
| Wydad Casablanca   | 3–1      | Al-Ahly Benghazi       | 1–1 | 2–0    |
| ASC Diaraf         | 4–0      | FC Man                 | 1–0 | 3–0    |
| Kwara United       | 4–0      | Young Africans         | 1–0 | 3–0    |
| Saneamento Rangol  | 4–2      | Police SC              | 3–2 | 1–0    |
| Étoile du Sahel    | 5–0      | Centre Salif Keita     | 3–0 | 2–0    |
| Mdlaw Megbi        | 1–6      | Express Red Eagles     | 1–0 | 0–6    |
| Nkana FC           | 8–3      | Royal Leopards         | 2–2 | 6–1    |
| Sfaxien            | w/o1     | Energie Sport          | —   | —      |

1- Elite FC y Energie Sports abandonaron el torneo antes de jugar el partido de ida.

## Segunda Ronda
| Equipo 1             | Agr. | Equipo 2         | Ida | Vuelta |
| -------------------- | ---- | ---------------- | --- | ------ |
| Al-Ahli Wad Madani   | 0–7  | USM Alger        | 0–2 | 0–5    |
| Ferroviário da Beira | 0–1  | Canon Yaoundé    | 0–0 | 0–1    |
| Stade Tamponnaise    | 0–3  | Zamalek          | 0–0 | 0–3    |
| Vita Club            | 2–3  | Étoile Filante   | 1–1 | 1–2    |
| ASC Diaraf           | 2–3  | Wydad Casablanca | 1–1 | 1–2    |
| Saneamento Rangol    | w/o1 | Kwara United     | 1–1 | —      |
| Express Red Eagles   | 2–4  | Étoile du Sahel  | 2–2 | 0–2    |
| Sfaxien              | 4–1  | Nkana FC         | 4–0 | 0–1    |

1- Saneamento Rangol abandonó el torneo antes de jugar el partido de vuelta.

## Cuartos de final
| Equipo 1         | Agr.     | Equipo 2        | Ida | Vuelta |
| ---------------- | -------- | --------------- | --- | ------ |
| Sfaxien          | 4–5      | Étoile du Sahel | 1–2 | 3–3    |
| Kwara United     | 2–5      | Zamalek         | 2–1 | 0–4    |
| Étoile Filante   | 1–2      | Canon Yaoundé   | 1–1 | 0–1    |
| Wydad Casablanca | 2–2 (v.) | USM Alger       | 1–0 | 1–2    |

## Semifinales
| Equipo 1        | Agr.         | Equipo 2         | Ida | Vuelta |
| --------------- | ------------ | ---------------- | --- | ------ |
| Étoile du Sahel | 3–3 (v.)     | Zamalek          | 2–0 | 1–3    |
| Canon Yaoundé   | 2–2 (5:6 p.) | Wydad Casablanca | 1–1 | 1–1    |

## Final
| Equipo 1        | Agr.     | Equipo 2         | Ida | Vuelta |
| --------------- | -------- | ---------------- | --- | ------ |
| Étoile du Sahel | 2–2 (v.) | Wydad Casablanca | 1–0 | 1–2    |

## Campeón
| Copa CAF 1999              |
| -------------------------- |
| Bandera de Túnez           |
| Étoile du Sahel 2.º Título |